# Culex
Culex es un género de mosquitos hematófagos de la familia Culicidae; muchas de sus especies actúan como vectores de importantes enfermedades, como el virus del Nilo Occidental, filariasis, encefalitis virales (japonesa, equina venezolana y de San Luis) y la malaria aviar. Existen una gran variedad de especies de Culex, en 1955, en Panamá solamente, se describieron 88 especies. Hay más de mil especies en veinte subgéneros.
El mosquito adulto puede medir de 4-10 mm y morfológicamente la cabeza, tórax y abdomen están bien definidos. Posee un par de alas (como todos los dípteros), las cuales lo habilitan para volar, un factor importante en la capacidad del artrópodo para transmitir enfermedades.
El nombre del género, Culex, significa «mosquito» en latín.

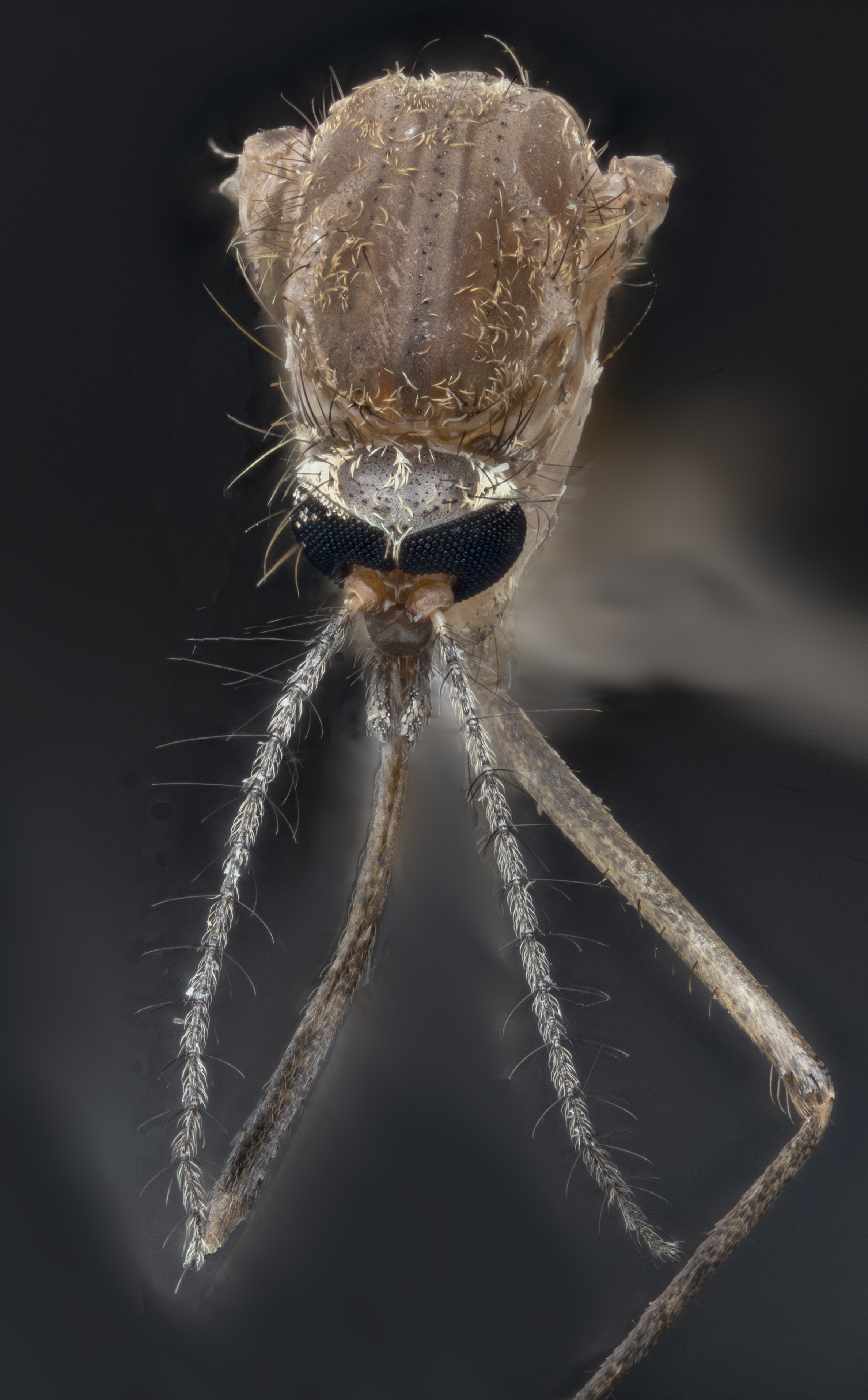
Mosquito Culex

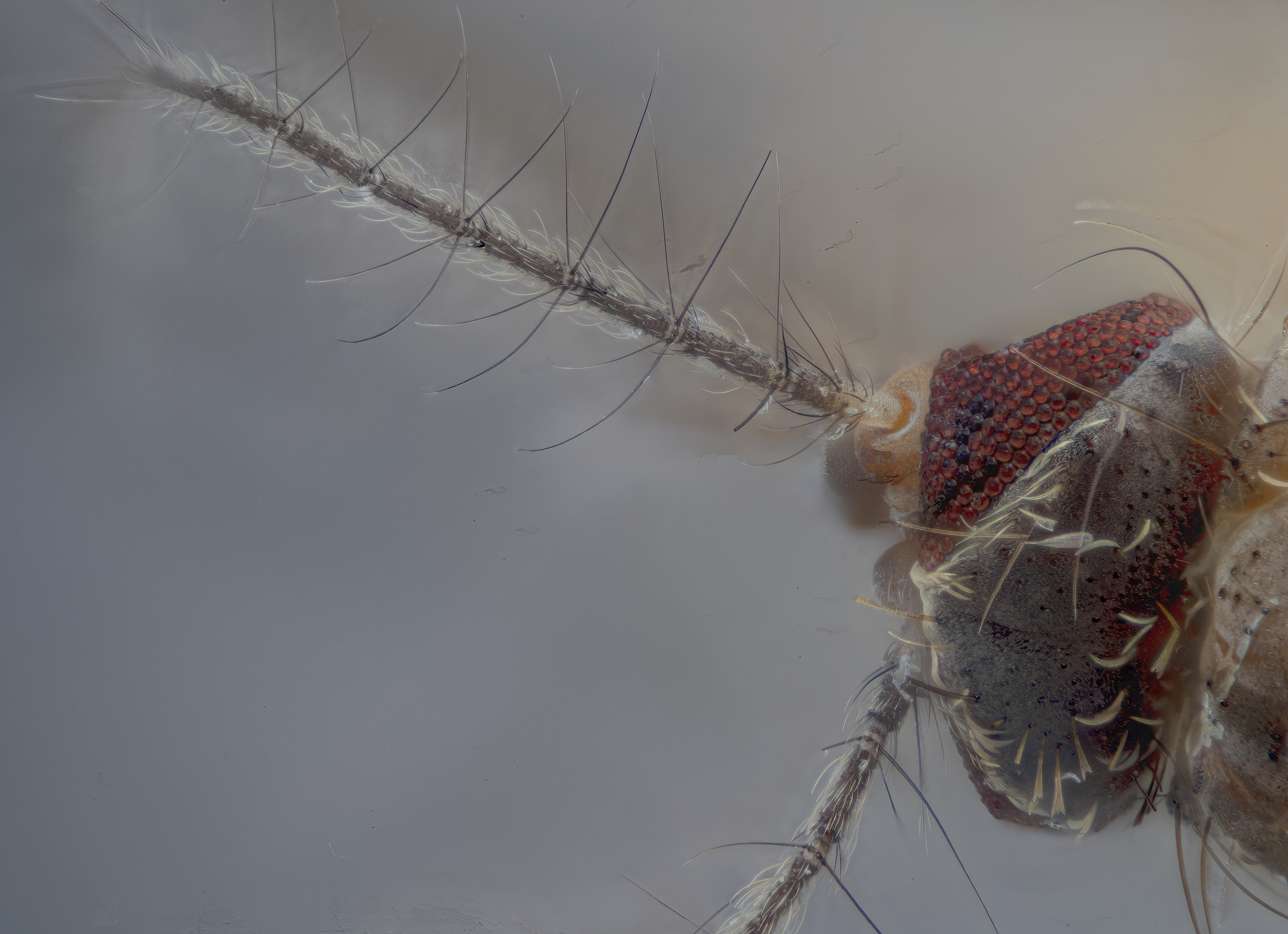
Culex, mosquito ojo, detalles

## Ciclo de vida

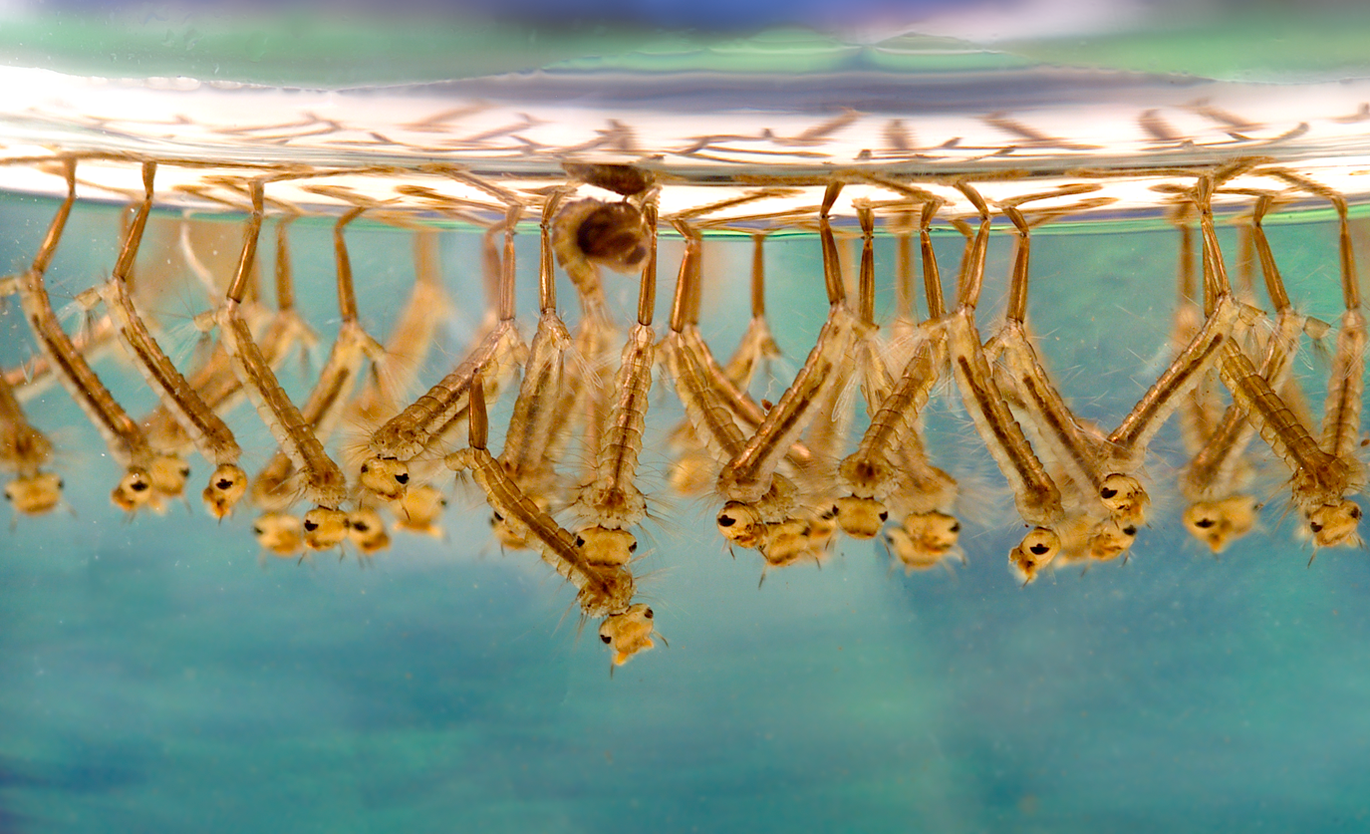
Larvas de mosquito del género Culex. Las larvas forman grupos compactos en aguas estancadas.

El ciclo de desarrollo toma 2 semanas y ocurre por metamorfosis completa. Los huevos son puestos separadamente o en lotes, de acuerdo a la especie, y eclosionan en presencia de agua. En su estado larval, el mosquito vive en el agua y se alimenta de material orgánico y plantas, para luego desarrollarse en una pupa que tiene forma de coma, no se alimenta y se convierte en adulto en uno o dos días.

Anatomía de una larva Culex.

Anatomía de un Culex adulto.

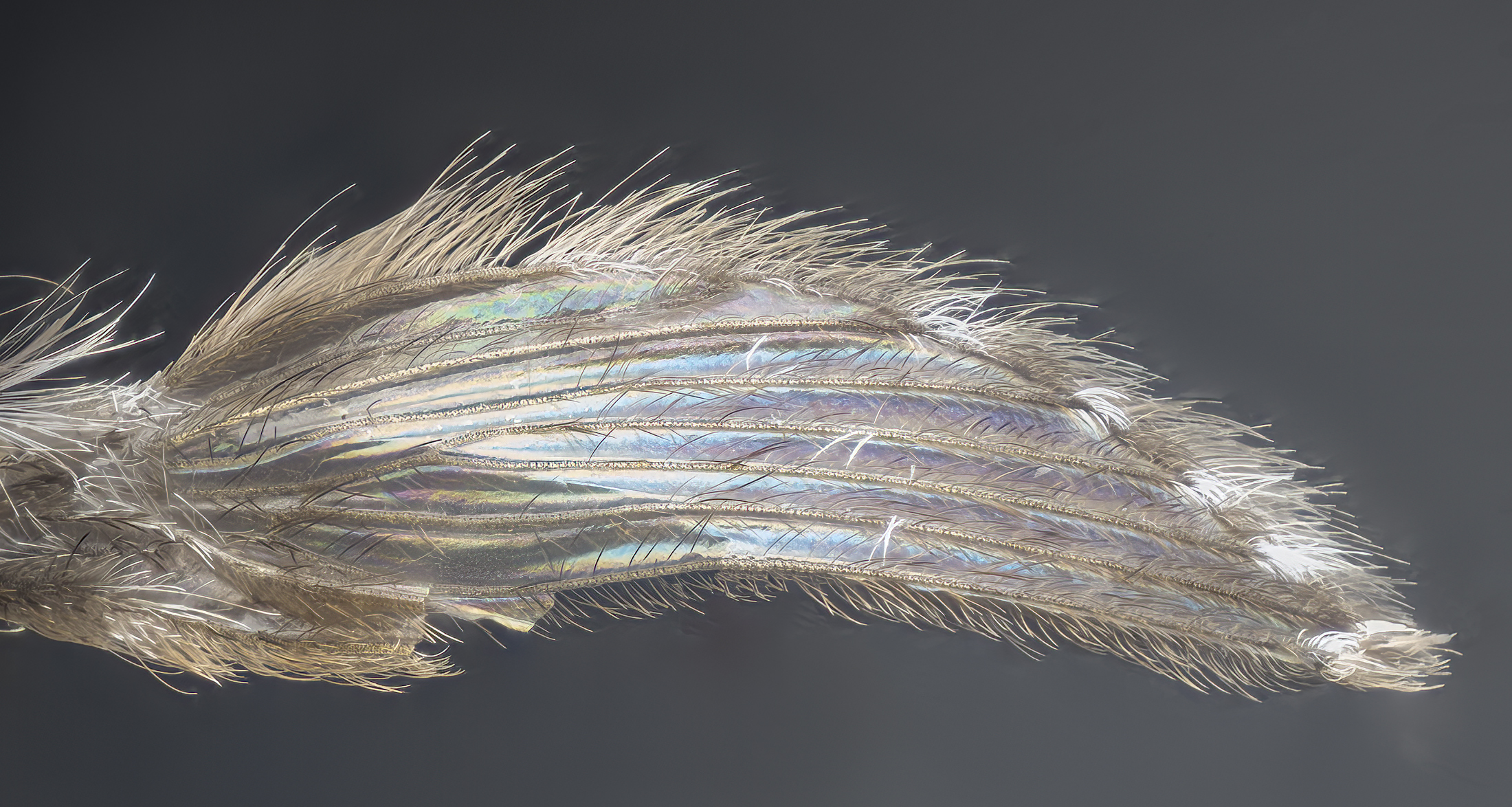
Ala de mosquito Culex.